# Вышнеградский, Алексей Николаевич
Алексей Николаевич Вышнеградский (1851—1880) — русский химик-органик.

## Биография
Родился в семье Николая Алексеевича Вышнеградского, в Санкт-Петербурге 7 (19) декабря 1851 года — Большая советская энциклопедия ошибочно указывает дату 7 декабря по новому стилю.
Сперва был вольнослушателем в Санкт-Петербургском практическом технологическом институте, затем окончил Санкт-Петербургский университет по естественному отделению физико-математического факультета. В 1879 году сдал магистерский экзамен.
Работы Вышнеградского относятся к органической химии, которую последний изучал под руководством академика А. М. Бутлерова, в лаборатории которого работал с 1873 года.
Среди наиболее известных напечатанных работ: «О диметилэтилуксусной кислоте» (1874), «Об уплотнении изоамилена» (1875), «О трех новых пинаколинах» (1875), «Об изомерии амиленов из амильного алкоголя брожения» (1877), «О хинине и цинхонине» (1878 — в соавторстве с Бутлеровым), «О некоторых производных цинхонина» (1879), «Новая щелочь из хинина» (1879 — совместно с Бутлеровым), «Ueber Aldehydcollidin» (1879), «Восстановление хинолина и этилпиридина» (1880).
В последний год жизни магистр Вышнеградский стал страдать сердечными припадками и 29 апреля (11 мая) 1880 года, отравился в лаборатории цианистым калием.